# 육상신
6상신(六想身)은 마음(6식 또는 8식, 즉 심왕, 즉 심법)으로 하여금 인식대상의 물질적 · 정신적(개념적) 차별상(差別相)을 파악하게 하는 취상(取像) · 표상(表象) · 개념화(槪念化)의 마음작용인 상(想) 또는 상온(想蘊)을 그것의 발동근거인 6근(六根)에 따라 6종으로 나눈 것이다.
6상신(六想身)에서 신(身)은 집합 또는 복수를 나타내는 복수형 접미사로, 6상신은 6상(六想)과 같은 말이다.
경전과 논서에 따라 6상신의 각각을 지칭하는 명칭이 약간 다른데 《잡아함경》 등에서는 안촉생상(眼觸生想) · 이촉생상(耳觸生想) · 비촉생상(鼻觸生想) · 설촉생상(舌觸生想) · 신촉생상(身觸生想) · 의촉생상(意觸生想)이라고 하고 있다.
《중아함경》《해탈도론》등에서는 안상(眼想) · 이상(耳想) · 비상(鼻想) · 설상(舌想) · 신상(身想) · 의상(意想)이라고 하고 있다.
《품류족론》《대비바사론》《구사론》《유가사지론》《현양성교론》《잡집론》 등의 논서에서는 안촉소생상(眼觸所生想) · 이촉소생상(耳觸所生想) · 비촉소생상(鼻觸所生想) · 설촉소생상(舌觸所生想) · 신촉소생상(身觸所生想) · 의촉소생상(意觸所生想)이라고 하고 있다.
한편, 《장아함경》과 《사리불아비담론》에서는 발동근거 즉 소의(所依)인 근(根)에 따라 분별하여 명칭을 붙이지 않고 인식대상 즉 경(境)에 따라 분별하여 명칭을 붙여, 6상신의 각각을 색상(色想) · 성상(聲想) · 향상(香想) · 미상(味想) · 촉상(觸想) · 법상(法想)이라고 이름하고 있다.

## 6상신

### 안촉생상
안촉생상(眼觸生想)은 안촉소생상(眼觸所生想) · 안상(眼想) 또는 색상(色想)이라고도 한다.
번역하여 안촉으로 생기는 상[眼觸生想] · 안촉에 의해 생겨난 상[眼觸所生想] · 눈의 접촉으로 생기는 생각[眼觸所生想] · 안근의 상[眼想] · 색에 대한 상[色想] · 색깔에 대한 상[色想]이라고도 한다.
안근과 색경과 안식의 화합인 안촉(眼觸)과 동시에 생겨나는 시각적인 상(想)의 마음작용, 즉 시각적 취상(取像) · 표상(表象) · 개념화(槪念化)의 마음작용을 말한다.
부파불교의 설일체유부의 논서 《아비달마품류족론》 제3권에 따르면,
안촉소생상(眼觸所生想)은 안근[眼]과 색경[色]을 연(緣: 원인 또는 간접적 원인)으로 하여 안식(眼識)이 생겨날 때, 안근 · 색경 · 안식의 3화합(三和合)으로 인해 촉[三和合故觸]이 생겨남과 동시에 또한 이 촉(觸)이 연(緣: 원인 또는 간접적 원인)이 되어서 생겨나는 상(想)이다.
이 때 안근이 안촉소생상의 증상(增上) 즉 소의(所依)가 되고 색경이 안촉소생상의 소연(所緣)이 된다. 안촉은 안촉소생상의 인(因: 직접적 원인)이 되고 집(集: 집기)이 되고 유(類: 등류)가 되고 생(生: 생겨나게 함, 생상)이 된다. 그리고 안촉소생상은 안촉소생작의(眼觸所生作意) 즉  안촉으로 인해 생겨난 작의(作意)와 상응한다.
안근에 의해 인식[識]되는 색경에 대한[於眼所識色] 모든 상(想: 취상, 표상, 개념화) · 등상(等想: 그 모두에 대한 취상, 표상, 개념화) · 증상등상(增上等想: 그 모두에 대한 뛰어난 취상, 표상, 개념화) · 이상(已想: 과거의 취상, 표상, 개념화) · 상류(想類: 취상, 표상, 개념화의 등류)를 통칭하여 안촉소생상(眼觸所生想)이라 이름한다.

### 이촉생상
이촉생상(耳觸生想)은 이촉소생상(耳觸所生想) · 이상(耳想) 또는 성상(聲想)이라고도 한다.
번역하여 이촉으로 생기는 상[耳觸生想] · 이촉에 의해 생겨난 상[耳觸所生想] · 귀의 접촉으로 생기는 생각[耳觸所生想] · 이근의 상[耳想] 또는 소리에 대한 상[聲想]으로 번역된다.
이근과 성경과 이식의 화합인 이촉(耳觸)과 동시에 생겨나는 청각적인 상(想)의 마음작용, 즉 청각적 취상(取像) · 표상(表象) · 개념화(槪念化)의 마음작용을 말한다.
부파불교의 설일체유부의 논서 《아비달마품류족론》 제3권에 따르면,
이촉소생상(耳觸所生想)은 이근[耳]과 성경[聲]을 연(緣: 원인 또는 간접적 원인)으로 하여 이식(耳識)이 생겨날 때, 이근 · 성경 · 이식의 3화합(三和合)으로 인해 촉[三和合故觸]이 생겨남과 동시에 또한 이 촉(觸)이 연(緣: 원인 또는 간접적 원인)이 되어서 생겨나는 상(想)이다.
이 때 이근이 이촉소생상의 증상(增上) 즉 소의(所依)가 되고 성경이 이촉소생상의 소연(所緣)이 된다. 이촉은 이촉소생상의 인(因: 직접적 원인)이 되고 집(集: 집기)이 되고 유(類: 등류)가 되고 생(生: 생겨나게 함, 생상)이 된다. 그리고 이촉소생상은 이촉소생작의(耳觸所生作意) 즉  이촉으로 인해 생겨난 작의(作意)와 상응한다.
이근에 의해 인식[識]되는 성경에 대한[於耳所識聲] 모든 상(想: 취상, 표상, 개념화) · 등상(等想: 그 모두에 대한 취상, 표상, 개념화) · 증상등상(增上等想: 그 모두에 대한 뛰어난 취상, 표상, 개념화) · 이상(已想: 과거의 취상, 표상, 개념화) · 상류(想類: 취상, 표상, 개념화의 등류)를 통칭하여 이촉소생상(耳觸所生想)이라 이름한다.

### 비촉생상
비촉생상(鼻觸生想)은 비촉소생상(鼻觸所生想) · 비상(鼻想) 또는 향상(香想)이라고도 한다.
번역하여 비촉으로 생기는 상[鼻觸生想] · 비촉에 의해 생겨난 상[鼻觸所生想] · 코의 접촉으로 생기는 생각[鼻觸所生想] · 비근의 상[鼻想] 또는 향기에 대한 상[香想]으로 번역된다.
비근과 향경과 비식의 화합인 비촉(鼻觸)과 동시에 생겨나는 후각적인 상(想)의 마음작용, 즉 후각적 취상(取像) · 표상(表象) · 개념화(槪念化)의 마음작용을 말한다.
부파불교의 설일체유부의 논서 《아비달마품류족론》 제3권에 따르면,
비촉소생상(鼻觸所生想)은 비근[鼻]과 향경[香]을 연(緣: 원인 또는 간접적 원인)으로 하여 비식(鼻識)이 생겨날 때, 비근 · 향경 · 비식의 3화합(三和合)으로 인해 촉[三和合故觸]이 생겨남과 동시에 또한 이 촉(觸)이 연(緣: 원인 또는 간접적 원인)이 되어서 생겨나는 상(想)이다.
이 때 비근이 비촉소생상의 증상(增上) 즉 소의(所依)가 되고 향경이 비촉소생상의 소연(所緣)이 된다. 비촉은 비촉소생상의 인(因: 직접적 원인)이 되고 집(集: 집기)이 되고 유(類: 등류)가 되고 생(生: 생겨나게 함, 생상)이 된다. 그리고 비촉소생상은 비촉소생작의(鼻觸所生作意) 즉  비촉으로 인해 생겨난 작의(作意)와 상응한다.
비근에 의해 인식[識]되는 향경에 대한[於鼻所識香] 모든 상(想: 취상, 표상, 개념화) · 등상(等想: 그 모두에 대한 취상, 표상, 개념화) · 증상등상(增上等想: 그 모두에 대한 뛰어난 취상, 표상, 개념화) · 이상(已想: 과거의 취상, 표상, 개념화) · 상류(想類: 취상, 표상, 개념화의 등류)를 통칭하여 비촉소생상(鼻觸所生想)이라 이름한다.

### 설촉생상
설촉생상(舌觸生想)은 설촉소생상(舌觸所生想) · 설상(舌想) 또는 미상(味想)이라고도 한다.
번역하여 설촉으로 생기는 상[舌觸生想] · 설촉에 의해 생겨난 상[舌觸所生想] · 혀의 접촉으로 생기는 생각[舌觸所生想] · 설근의 상[舌想] 또는 맛에 대한 상[味想]으로 번역된다.
설근과 미경과 설식의 화합인 설촉(舌觸)과 동시에 생겨나는 미각적인 상(想)의 마음작용, 즉 미각적 취상(取像) · 표상(表象) · 개념화(槪念化)의 마음작용을 말한다.
부파불교의 설일체유부의 논서 《아비달마품류족론》 제3권에 따르면,
설촉소생상(舌觸所生想)은 설근[舌]과 미경[味]을 연(緣: 원인 또는 간접적 원인)으로 하여 설식(舌識)이 생겨날 때, 설근 · 미경 · 설식의 3화합(三和合)으로 인해 촉[三和合故觸]이 생겨남과 동시에 또한 이 촉(觸)이 연(緣: 원인 또는 간접적 원인)이 되어서 생겨나는 상(想)이다.
이 때 설근이 설촉소생상의 증상(增上) 즉 소의(所依)가 되고 미경이 설촉소생상의 소연(所緣)이 된다. 설촉은 설촉소생상의 인(因: 직접적 원인)이 되고 집(集: 집기)이 되고 유(類: 등류)가 되고 생(生: 생겨나게 함, 생상)이 된다. 그리고 설촉소생상은 설촉소생작의(舌觸所生作意) 즉  설촉으로 인해 생겨난 작의(作意)와 상응한다.
설근에 의해 인식[識]되는 미경에 대한[於舌所識味] 모든 상(想: 취상, 표상, 개념화) · 등상(等想: 그 모두에 대한 취상, 표상, 개념화) · 증상등상(增上等想: 그 모두에 대한 뛰어난 취상, 표상, 개념화) · 이상(已想: 과거의 취상, 표상, 개념화) · 상류(想類: 취상, 표상, 개념화의 등류)를 통칭하여 설촉소생상(舌觸所生想)이라 이름한다.

### 신촉생상
신촉생상(身觸生想)은 신촉소생상(身觸所生想) · 신상(身想) 또는 촉상(觸想)이라고도 한다.
번역하여 신촉으로 생기는 상[身觸生想] · 신촉에 의해 생겨난 상[身觸所生想] · 몸의 접촉으로 생기는 생각[身觸所生想] · 신근의 상[身想] 또는 감촉에 대한 상[觸想]으로 번역된다.
신근과 촉경과 신식의 화합인 신촉(身觸)과 동시에 생겨나는 촉각적인 상(想)의 마음작용, 즉 촉각적 취상(取像) · 표상(表象) · 개념화(槪念化)의 마음작용을 말한다.
부파불교의 설일체유부의 논서 《아비달마품류족론》 제3권에 따르면,
신촉소생상(身觸所生想)은 신근[身]과 촉경[觸]을 연(緣: 원인 또는 간접적 원인)으로 하여 신식(身識)이 생겨날 때, 신근 · 촉경 · 신식의 3화합(三和合)으로 인해 촉[三和合故觸]이 생겨남과 동시에 또한 이 촉(觸)이 연(緣: 원인 또는 간접적 원인)이 되어서 생겨나는 상(想)이다.
이 때 신근이 신촉소생상의 증상(增上) 즉 소의(所依)가 되고 촉경이 신촉소생상의 소연(所緣)이 된다. 신촉은 신촉소생상의 인(因: 직접적 원인)이 되고 집(集: 집기)이 되고 유(類: 등류)가 되고 생(生: 생겨나게 함, 생상)이 된다. 그리고 신촉소생상은 신촉소생작의(身觸所生作意) 즉  신촉으로 인해 생겨난 작의(作意)와 상응한다.
신근에 의해 인식[識]되는 촉경에 대한[於身所識觸] 모든 상(想: 취상, 표상, 개념화) · 등상(等想: 그 모두에 대한 취상, 표상, 개념화) · 증상등상(增上等想: 그 모두에 대한 뛰어난 취상, 표상, 개념화) · 이상(已想: 과거의 취상, 표상, 개념화) · 상류(想類: 취상, 표상, 개념화의 등류)를 통칭하여 신촉소생상(身觸所生想)이라 이름한다.

### 의촉생상
의촉생상(意觸生想)은 의촉소생상(意觸所生想) · 의상(意想) 또는 법상(法想)이라고도 한다.
번역하여 의촉으로 생기는 상[意觸生想] · 의촉에 의해 생겨난 상[意觸所生想] · 뜻의 접촉으로 생기는 생각[意觸所生想] · 의근의 상[意想] 또는 법에 대한 상[法想]으로 번역된다.
의근과 법경과 의식의 화합인 의촉(意觸)과 동시에 생겨나는 정신적인 상(想)의 마음작용, 즉 정신적 취상(取像) · 표상(表象) · 개념화(槪念化)의 마음작용을 말한다.
부파불교의 설일체유부의 논서 《아비달마품류족론》 제3권에 따르면,
의촉소생상(意觸所生想)은 의근[意]과 법경[法]을 연(緣: 원인 또는 간접적 원인)으로 하여 의식(意識)이 생겨날 때, 의근 · 법경 · 의식의 3화합(三和合)으로 인해 촉[三和合故觸]이 생겨남과 동시에 또한 이 촉(觸)이 연(緣: 원인 또는 간접적 원인)이 되어서 생겨나는 상(想)이다.
이 때 의근이 의촉소생상의 증상(增上) 즉 소의(所依)가 되고 법경이 의촉소생상의 소연(所緣)이 된다. 의촉은 의촉소생상의 인(因: 직접적 원인)이 되고 집(集: 집기)이 되고 유(類: 등류)가 되고 생(生: 생겨나게 함, 생상)이 된다. 그리고 의촉소생상은 의촉소생작의(意觸所生作意) 즉  의촉으로 인해 생겨난 작의(作意)와 상응한다.
의근에 의해 인식[識]되는 법경에 대한[於意所識法] 모든 상(想: 취상, 표상, 개념화) · 등상(等想: 그 모두에 대한 취상, 표상, 개념화) · 증상등상(增上等想: 그 모두에 대한 뛰어난 취상, 표상, 개념화) · 이상(已想: 과거의 취상, 표상, 개념화) · 상류(想類: 취상, 표상, 개념화의 등류)를 통칭하여 의촉소생상(意觸所生想)이라 이름한다.

## 같이 보기
| - 육육법(六六法) - 6내입처(六內入處) - 6외입처(六外入處) - 6식신(六識身) - 6촉신(六觸身) - 6수신(六受身) - 6애신(六愛身) - 육육법(六六法) - 6식신(六識身) - 6촉신(六觸身) - 6수신(六受身) - 6상신(六想身) - 6사신(六思身) - 6애신(六愛身) - 3사화합(三事和合) - 촉(觸) - 6촉(六觸) 또는 6촉신(六觸身) - 유대촉(有對觸) - 증어촉(增語觸) - 명촉(明觸) - 무명촉(無明觸) - 비명비무명촉(非明非無明觸) - 수(受) 또는 수온(受蘊) - 3수(三受) - 5수(五受) - 6수(六受) 또는 6수신(六受身) - 상(想) 또는 상온(想蘊) - 3상(三想) - 6상(六想) 또는 6상신(六想身) - 사(思) 또는 행온(行蘊) - 6사(六思) 또는 6사신(六思身) - 애(愛) 또는 탐(貪) - 3계탐(三界貪) - 욕탐(欲貪) · 유탐(有貪) - 욕탐(欲貪) · 색탐(色貪) · 무색탐(無色貪) - 6애(六愛) 또는 6애신(六愛身) - 5주지번뇌(五住地煩惱) - 견일처주지(見一處住地) - 욕애주지(欲愛住地) - 색애주지(色愛住地) - 유애주지(有愛住地) - 무명주지(無明住地) - 전식득지(轉識得智) - 대원경지(大圓鏡智) - 평등성지(平等性智) - 묘관찰지(妙觀察智) - 성소작지(成所作智) | - 3도: 견도 · 수도 · 무학도 - 견도: 16심 · 고법지인 - 무학도: 34심 - 성문 수행계위: 4향4과 - 보살 수행계위: 52위 - 현관: 4제현관 · 6현관 - 유루 · 무루 - 번뇌 · 잡염 - 근본번뇌 · 수면 - 3근본번뇌 · 6수면 · 7수면 · 10수면 - 설일체유부의 98근본번뇌 - 견혹: 설일체유부의 88근본번뇌 - 수혹: 설일체유부의 10근본번뇌 - 대승불교 일반의 5주지번뇌와 번뇌장 · 소지장 - 유식유가행파의 번뇌장 · 소지장 - 유식유가행파의 128근본번뇌 - 견혹: 유식유가행파의 112근본번뇌 - 수혹: 유식유가행파의 16근본번뇌 - 수번뇌 - 8전 · 10전 · 6번뇌구 - 유부무기와 불선 - 유부무기 - 욕계의 번뇌의 일부 · 색계의 번뇌 · 무색계의 번뇌 - 4근본번뇌 (말나식의 4번뇌: 아치 · 아견 · 아만 · 아애) - 불선 · 악 - 욕계의 번뇌의 대다수 - 불선근 - 5악 · 10악 - 108번뇌 - 9결 - 5개 |

## 참고 문헌
- 곽철환 (2003). 《시공 불교사전》. 시공사 / 네이버 지식백과. |title=에 외부 링크가 있음 (도움말)
- 구나발타라(求那跋陀羅) 한역 (K.650, T.99). 《잡아함경》. 한글대장경 검색시스템 - 전자불전연구소 / 동국역경원. K.650(18-707), T.99(2-1). |title=에 외부 링크가 있음 (도움말)
- 무착 지음, 현장 한역, 이한정 번역 (K.572, T.1605). 《대승아비달마집론》. 한글대장경 검색시스템 - 전자불전연구소 / 동국역경원. K.572(16-157), T.1605(31-663). |title=에 외부 링크가 있음 (도움말)
- 세우 지음, 현장 한역, 송성수 번역 (K.949, T.1542). 《아비달마품류족론》. 한글대장경 검색시스템 - 전자불전연구소 / 동국역경원. K.949(25-149), T.1542(26-692). |title=에 외부 링크가 있음 (도움말)
- 세친 지음, 현장 한역, 권오민 번역 (K.955, T.1558). 《아비달마구사론》. 한글대장경 검색시스템 - 전자불전연구소 / 동국역경원. K.955(27-453), T.1558(29-1). |title=에 외부 링크가 있음 (도움말)
- 세친 지음, 현장 한역, 송성수 번역 (K.618, T.1612). 《대승오온론》. 한글대장경 검색시스템 - 전자불전연구소 / 동국역경원. K.618(17-637), T.1612(31-848). |title=에 외부 링크가 있음 (도움말)
- 운허.  동국역경원 편집, 편집. 《불교 사전》. |title=에 외부 링크가 있음 (도움말)
- 호법 등 지음, 현장 한역, 김묘주 번역 (K.614, T.1585). 《성유식론》. 한글대장경 검색시스템 - 전자불전연구소 / 동국역경원. K.614(17-510), T.1585(31-1). |title=에 외부 링크가 있음 (도움말)
- (중국어) 구나발타라(求那跋陀羅) 한역 (T.99). 《잡아함경(雜阿含經)》. 대정신수대장경. T2, No. 99, CBETA. |title=에 외부 링크가 있음 (도움말)
- (중국어) 무착 조, 현장 한역 (T.1605). 《대승아비달마집론(大乘阿毘達磨集論)》. 대정신수대장경. T31, No. 1605, CBETA. |title=에 외부 링크가 있음 (도움말)
- (중국어) 세우 조, 현장 한역 (T.1542). 《아비달마품류족론(阿毘達磨品類足論)》. 대정신수대장경. T26, No. 1542, CBETA. |title=에 외부 링크가 있음 (도움말)
- (중국어) 星雲. 《佛光大辭典(불광대사전)》 3판. |title=에 외부 링크가 있음 (도움말)
- (중국어) 세친 조, 현장 한역 (T.1558). 《아비달마구사론(阿毘達磨俱舍論)》. 대정신수대장경. T29, No. 1558, CBETA. |title=에 외부 링크가 있음 (도움말)
- (중국어) 세친 조, 현장 한역 (T.1612). 《대승오온론(大乘五蘊論)》. 대정신수대장경. T31, No. 1612, CBETA. |title=에 외부 링크가 있음 (도움말)
- (중국어) 호법 등 지음, 현장 한역 (T.1585). 《성유식론(成唯識論)》. 대정신수대장경. T31, No. 1585, CBETA. |title=에 외부 링크가 있음 (도움말)